# 花鳥画
花鳥画（かちょうが）とは、はじめ中国で体系化され、その後朝鮮や日本にも広まった画題のひとつ。ただし必ずしも画題が花と鳥に限定されるものではなく、草木、虫、水生生物、時には小動物も含まれる。

## 歴史

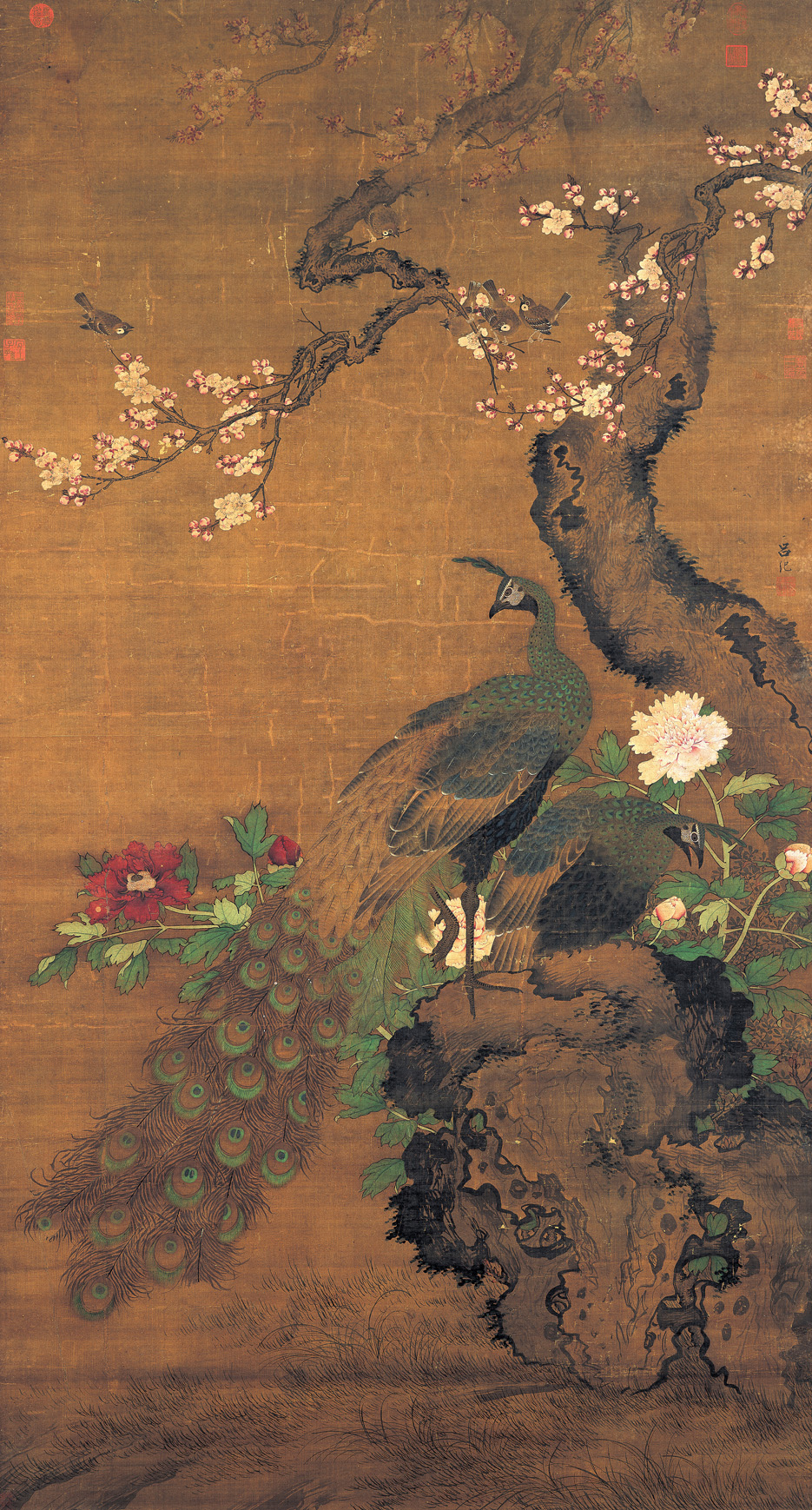
「杏花孔雀図」　明代、呂紀筆。

花や鳥を描く行為そのものは、おそらく人類の歴史とともに古い。中国でも土器、青銅器、画像石に文様としては描かれている。しかしながら、花鳥画が世俗画の重要なジャンルとして画人たちに認識されるようになったのは、中国においては六朝期から唐代にかけてのことである。墳墓より数例の出土があるのみで唐代の伝世品は皆無であるが、当時の主たる画人と画業については伝承記録が残されている。
その後、唐末から五代時代にかけて活躍したとされる黄筌（こうせん）と徐熙（じょき）の画業を基礎として、花鳥画は最初の体系化がなされる。彼らの確実な真筆も残されてはいないが、画題、画法、様式のいずれにおいても対立的なものと捉えられる両者の画風は、しばしば、「富貴」の黄氏体、「野逸」の徐氏体として総括され、その後の花鳥画の二極の範となった。郭若虚は黄徐の二体について、黄筌は蜀に事えて待詔となり、禁中に給事して禁裏所有の珍禽、瑞鳥、奇花、怪石を画いたが、徐熙は江南の處士で志節高邁、放達不覊、多く江湖にある汀花、野竹、水鳥、淵魚を画題にした。よって黄徐二体の相違は、両者の耳目に慣れた自然の風物の相違によると共に、これを心手に表現する技術、および両者の志の相違にもとづくと述べる。また翎毛において、黄筌の描写を「骨気は豊満を尚び、天水に色を分つ」、徐熙の描写を「形骨軽秀を貴び、天水色を通ず」と表現し、この両者の描写方式の長短を「大抵江南の芸は骨気は多く蜀人に及ばず、瀟洒はこれに過ぐ」と論じた。
北宋時代、花鳥画は翰林図画院（かんりんとがいん）を中心に院体画としてさらに体系化された。黄氏体を主調とするその初期の様式は、鉤勒（勾勒）填彩（こうろくてんさい）という細緻な輪郭線による区画に色を埋める画法であり、細密描写に重きを置くものであった。他方で、輪郭を加えず色彩の面や筆のタッチで表現する没骨法をもちい、精緻よりは豪毅、写生よりは写意、静謐よりは律動を旨とする徐氏体は、院体画にも次第に吸収されるが、むしろ宮廷外の士大夫や僧侶の間で愛好され、文人画の伝統へと連なってゆく。
北宋最後の皇帝徽宗（きそう）の治世に至って、院体花鳥画は一旦の完成期を迎える。花鳥画をことに好んだ徽宗は、みずから画才にも恵まれており、画人の保護と指導に努めた。院体画の伝統は北宋の滅亡と徽宗の拿捕の後にも、南宋で再興された画院を中心として継承され、元から明にかけての花鳥画の主流を形成していった。
明の中期あたりから、「在野」の伝統を継承してきた文人画が大きな勢力となり、なかでも沈周(しんしゅう)を祖とする呉派（ごは）の隆盛は著しく、画院を拠点とする浙派（せっぱ）を圧倒するまでになる。清の時代に至ると呉派は画院の中心勢力となり、「正統派」として教条化されることとなった。

## 寓意
花鳥画は、花や鳥を主としてさまざまな動植物が描かれるが、定型化した画題と構成を持つ作品（藻魚図、蓮池水禽図など）が宋代以降民間に広く流通した。題材の持つ隠しテーマや言葉遊びが共有され、芸術性、装飾性の高さとそれ以上に題材の持つ寓意が喜ばれた。そこには伝統的価値に基づく現実的な幸福（富裕、長寿、子孫繁栄…）と、士大夫の理想や価値観が重なり、雅と俗の寓意の込められた花鳥画は、文人同士の贈答品として使われ鑑賞された。以下に寓意の例をあげる。
- 魚・鯰・鯉 - 一般に魚は古来より『詩経』にあるようなめでたさ・豊饒・子孫繁栄、そして登竜門伝説より成長・出世の意味が加わった吉祥画がつくられ、さらに自由な境地という士大夫の精神的な理想という寓意も重ねられた。また年と鯰（nián）、余と魚（yú）が同音で、蓮を加え「連年有余（毎年の裕福を願う）」の意味が込められた。鯉は、登竜門伝説より龍（陽の象徴、出世）にいたる前の姿（子）になぞらえ、男児の成長出世を願う意味となった。
- 蓮 - 蓮と連と恋の音（liàn）が共通し、「連子」で連続する子の誕生。蓮の別名「荷花」では荷と和が同音（hé）であり、伝統的に男女の結婚や子孫繁栄の意味を含んでいた。そこに士大夫は泥土からまっすぐに茎を伸ばし美しく花開く様から、君子の高潔性という精神的理想を重ねた。
- 鷺（さぎ） - 水鳥は伝統的に魚と同じく豊かさ、子孫繁栄の意味があり、さらに泥地に汚れず立つ姿から高潔な人格、転じて高級官僚。さらに科挙合格を意味する「一路連科」の鷺と路、蓮と連の音を合わせて、科挙合格の意味も込められた。
- 芙蓉 - 栄華。蓉と栄（róng）、富と芙（fú）が同音。
- 蔓系植物 - 豆、葡萄、瓜は連綿とつながる子孫。瓢箪は加えて仙界、吉祥。
- 罌粟（けし） - 罌と嬰と迎が同音（yīng）で、子どもの誕生を願う。
- 鵪（うずら） - 中国語の鵪と安と同音（ān）で安らかさ。
- 蝶・猫 - 蝶と耋(dié)、猫と耄（mào）が同音で長寿を意味する。耋と耄は70、80代という老人。
- 蜂・鹿・猴（サル） - 蜂と封（fēng）、猴と侯（hóu）、鹿と禄（lù）が同音で、高位の役職への出世と富裕になる意味。爵禄封侯も参照。
- 鴨・蟹・亀 - 甲羅を持つ生物は、科挙を甲（最優秀）で合格。
- 菱（ひし） - 菱と伶が同音（líng）で、子どもが賢く育つ願い。
- 鶴 - 古来より仙人の乗り物など仙界、長寿、吉祥の意味。また明代清代の最高位文官（一品文官）の刺繍が鶴であることから出世の願い。さらに当時文人のペットとして飼われ、風流な隠遁生活という意味も重ねられた。
- 兎（うさぎ） - 満ち欠けする月で不老不死の仙薬をつく伝説より、不死、再生。
- 竹 - 寒中にも若々しい緑、一夜にして成長、地下茎による繁殖拡大といった、生命力の強さから、特別なめでたい植物。竹と祝が同音（zhú）で、爆竹の賑やかさ、祝い、繁栄の意味。士大夫は竹の真っ直ぐ、中空、撓まない、冬季に耐えることなどに人格的理想を重ね、私的生活（文人）では「竹林の七賢」のような俗世間と離れた隠遁生活の理想を重ねた。
- 鶏冠花 - 雄鶏は朝を告げることから、めでたい陽鳥。鶏と吉（jí）、冠と官（guān）が同音で男子の出世。